# Емотикон
Емотикон или емотиконка, мн.ч. емотикони (от английски: emoticon, от emotional – „емоционален“ и icon – „икона“, първата от латински, а втората от гръцки произход). Представлява пиктограма, която изразява определена човешка емоция. Картинката се ограничава само до лицето, тъй като човешките емоции намират най-красноречив израз в изражението на лицето. Използват се предимно при общуване през интернет. При отсъствие на графични средства, емотиконът представлява проста последователност от символи :), :р и т.н.

## История
Най-популярният емотикон е усмихнатото човече (smiley). То е създадено в САЩ през 60-те години на двадесети век. Представлява две точки и под тях дъга, заградени от кръг. Първият и най-прост вариант на емотикона представлява двоеточие, следвано от затваряща скоба:) Бил е използван в печатните издания в САЩ, още през 50-те години на двадесети век. Популярен е и се използва и до днес при отсъствието на графични средства.

### В Интернет
На 19 септември 1982 година професор Скот Фалман от университета „Карнеги Мелън“ в Питсбърг изпраща електронно писмо, в което за първи път се използва странично усмихнатото лице, написано с клавиатурата.
Самият термин „емотикон“ влиза в употреба с появата на чата, за изразяване на емоциите в разговора. Съществуват най-различни видове емотикони, изразяващи най-различни емоции. Някои от тях са запазена марка на авторите си, но по-популярните от типа на смайли са се превърнали в обществена собственост.
Общото между всички емотикони картинки, е че за изобразяване на лицето се използва кръг, а за фон на „лицето“ – обикновено някой нюанс на жълтото.
Някои от най-популярните символни емотикони са:
| :) или :-)   | Щастие, Усмивка        |
| :)) или :-)) | Силно щастие           |
| :\|          | Безразличие            |
| :(           | Нещастие (недоволство) |
| :((          | Силно нещастие         |
| :р           | Плезене                |
| :о или :-о   | Учудване               |
| ;-)          | Намигване              |
| :* или :-*   | Целувка                |
| :?           | Учудване               |

## Други
Друг често използван емотикон е OGC, което буквосъчетание, погледнато както обичайно под ъгъл 90°, изглежда като мастурбиращ мъж. Използва се предимно за изразяване на сарказъм или удовлетворение относно сексуална тема или изображение. Този емотикон придобива популярност след като великобританският Office of Government Commerce публикува засрамващото си ново лого на 24 април 2008.